# Robert Williams (Schauspieler)
Robert „Bobby“ Williams (* 15. September 1897 bei Morganton, North Carolina; † 3. November 1931 in Hollywood, Kalifornien) war ein US-amerikanischer Schauspieler.

## Leben
Robert Williams wurde im Jahre 1897 auf einer Farm in der Nähe von Morganton, North Carolina, geboren. Mit elf Jahren lief er von zuhause weg und schloss sich einem Zirkus an. In den frühen 1920er Jahren trat er in Broadway-Shows wie Eyes of Youth mit Marjorie Rambeau, The Trial of Mary Dugan, Milgrim’s Progress, Scarlet Pages und Love, Honor and Betray mit Alice Brady auf. Seine bekannteste Rolle war die des Abie in Abie’s Irish Rose (1922), einer Komödie, die fünf Jahre am Broadway lief. Zu dieser Zeit (1921–1922) war er mit der Sängerin Marion Harris verheiratet. Die gemeinsame Tochter Marion wurde später selbst als Sängerin Marion Harris bekannt.
Ebenfalls Anfang der 1920er verursachte Williams einen Verkehrsunfall in Corona, Queens, bei dem ein siebenjähriger Junge, James Cali tödlich verletzt wurde.

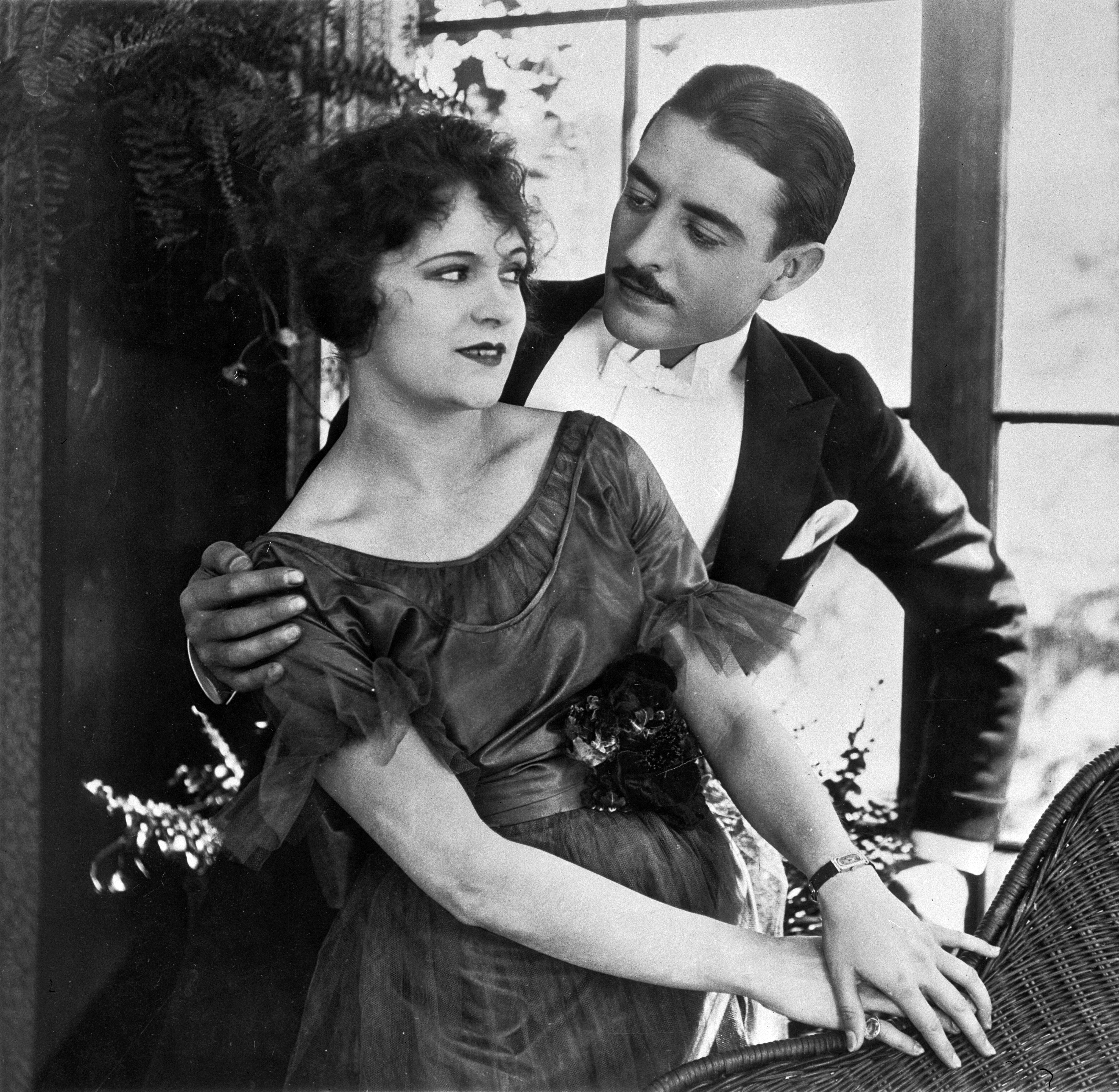
Ehepaar Alice Lake und Robert Williams (1924)

Im Frühjahr 1924 heiratete Williams die Schauspielerin Alice Lake, eine Hauptdarstellerin in mehreren Filmkomödien, die von Roscoe „Fatty“ Arbuckle und Buster Keaton in den späten 1910er Jahren realisiert wurden. Die Trennung von Lake im Februar 1925 wurde zum Thema in der Regenbogenpresse.
Im Jahr 1930 trat Williams in der Broadway-Komödie Rebound von Donald Ogden Stewart auf. Die Produktion war nur mäßig erfolgreich, aber doch erfolgreich genug, um von RKO als Filmstoff eingekauft zu werden. Williams ging nach Hollywood und spielte die Rolle des Johnnie Coles auch in der Film-Version von Rebound. In rascher Folge drehte er zwei weitere Filme für RKO, The Common Law (1931) mit Constance Bennett und Devotion (1931) mit Ann Harding und Leslie Howard. Er heiratete die Schauspielerin Nina Penn, und Frank Capra engagierte ihn für den Film Platinum Blonde (Vor Blondinen wird gewarnt, 1931).
Während der Probeaufnahmen für seinen nächsten geplanten Film, Lady with a Past (1932), wieder mit Constance Bennett, klagte Williams über Bauchschmerzen und wenige Tage später, am 3. November 1931, starb er an einem Blinddarmdurchbruch. Platinum Blonde war nur vier Tage zuvor uraufgeführt worden, und in den ersten Kritiken wurde er als der neue Stern an Hollywoods Himmel gefeiert.

## Filmografie
- 1914: The Vengeance of Winona
- 1920: Thoughtless Women
- 1928: Two Masters
- 1931: Rebound
- 1931: The Common Law
- 1931: Devotion
- 1931: Vor Blondinen wird gewarnt (Platinum Blonde)